# John White (1924)
John White (Liverpool, 5 maart 1924 – Vancouver, 11 mei 2002) was een Canadees schrijver van Britse afkomst. 

## Levensloop
White groeide op in Manchester. Na verkenningsfotograaf tijdens de Tweede Wereldoorlog te zijn geweest, voltooide hij zijn medische studie aan de Universiteit van Manchester. Later, tijdens het begin van de Koude Oorlog, nam hij deel aan missies achter het IJzeren Gordijn, om de christenen aldaar te ondersteunen.
Op 25 juni 1955 trouwde White met Laureaat O'Hara. Vanaf 1955 tot 1964 diende hij als medische zendeling bij New Tribes Mission. Later werd hij benoemd als algemeen secretaris van International Fellowship of Evangelical Students of Latin America.
White emigreerde met zijn familie naar Canada in 1965 en behaalde zijn graad in de psychiatrie in Winnipeg, Manitoba. Hij vervulde daarna de functie van van professor in de psychiatrie aan de Universiteit van Manitoba en diende ook plaatselijk de gemeente als predikant van de Church of the Way.
Hij schreef 25 boeken, evenals talrijke artikelen en studiegidsen. Als een veel gevraagde spreker sprak hij wereldwijd in kerken en op conferenties. John White stierf, na een lang ziekbed, op 78-jarige leeftijd aan de gevolgen van Alzheimer en een hartkwaal.

## Boeken (Nederlands)
- De Kronieken van Anthropos
  - 1 - De Zwaarddrager
  - 2 - De Veroveraar

- Nader tot God
- De goede strijd (een praktisch handboek voor het christelijk leven)

## Boeken (Engels)
- Archives of Anthropos
  - 1 - The Sword Bearer
  - 2 - Gaal the Conqueror
  - 3 - The Tower of Geburah
  - 4 - The Iron Sceptre
  - 5 - Quest for the King
  - 6 - The Dark Lord's Demise
- The Fight